# 黑德湖
52°59′9″N 7°16′31″E / 52.98583°N 7.27528°E

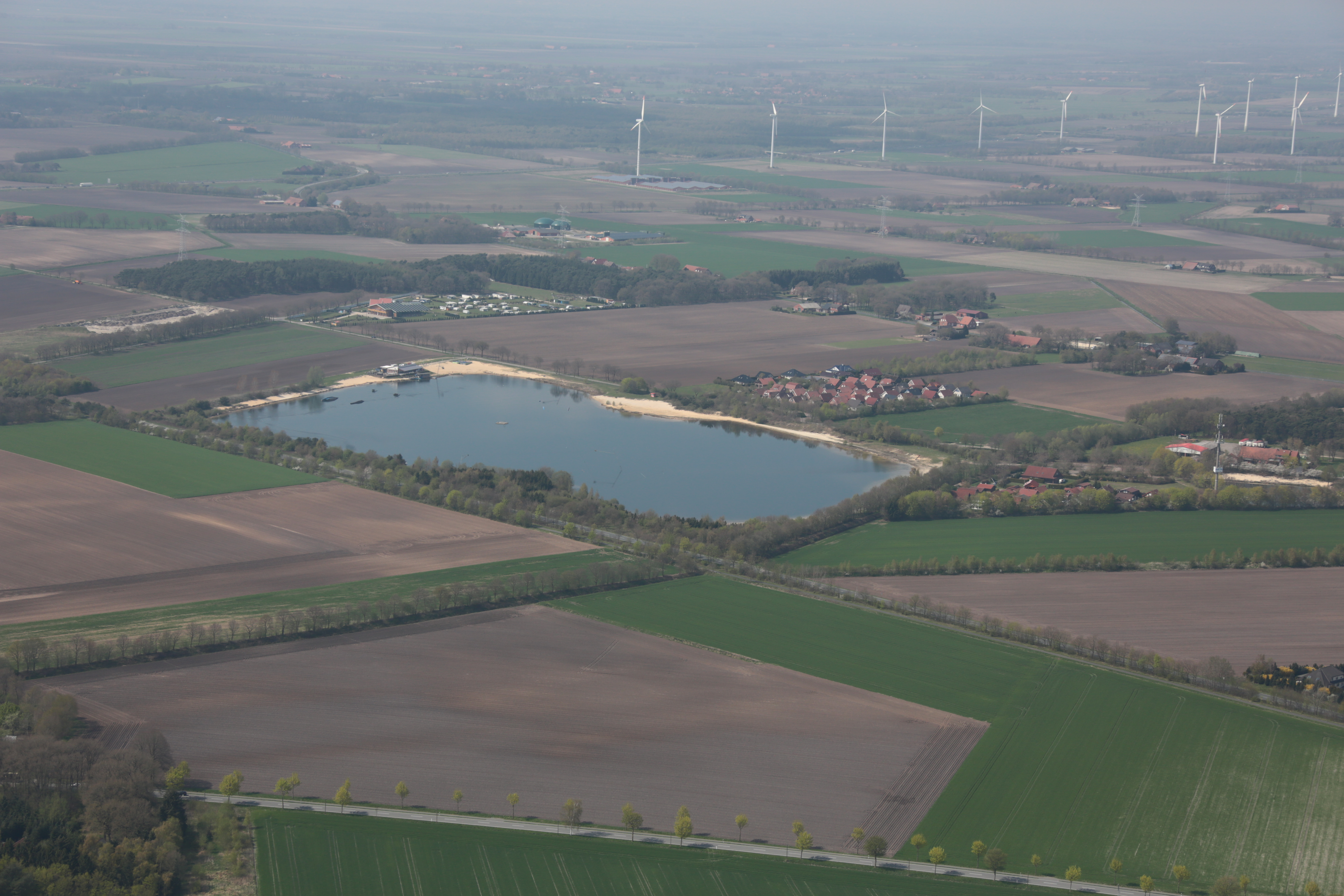

黑德湖（德語：Heeder See），是德國的湖泊，位於該國西北部，由下薩克森州負責管轄，處於黑德，長0.5公里、寬0.3公里，面積0.12平方公里，該湖泊在每年八月舉行傳統節日。